# Анелевич, Мордехай
Мордеха́й Анеле́вич, подпольная кличка «Малахи» (пол. Mordechaj Anielewicz, идиш מרדכי אניעלעװיטש‎; 1919 — 8 мая 1943, Варшава) — деятель Движения Сопротивления, комендант Еврейской боевой организации, официальный руководитель Восстания в Варшавском гетто.

## Биография
Родился в бедной еврейской семье в польском городе Вышкуве.
В середине 1930-х годов был членом правой сионистской организации Бейтар; работал в его секретариате. В 1937 году оставил Бейтар и создал новую организацию — «Прогрессивный Бейтар». Политические взгляды Анелевича за это время заметно сдвинулись влево, он вступил и вскоре возглавил Хашомер-Хацаир — молодёжную социалистическую еврейскую организацию.
7 сентября 1939 года, через неделю после начала вторжения гитлеровских войск в Польшу, Анелевич с группой соратников бежал из Варшавы на восток — в надежде, что польская армия остановит продвижение немцев, либо же удастся найти помощь со стороны Советского Союза. Он отправился в занятый Красной Армией Вильнюс, куда стекались еврейские беженцы из оккупированной Польши, чтобы убедить их в необходимости возвращаться на родину и сражаться против нацистов. При попытке нелегально пересечь советско-румынскую границу с целью открыть еврейской молодёжи путь к эмиграции в подмандатную Палестину был задержан и некоторое время провёл в советской тюрьме. Вскоре он был освобождён и тайно вернулся в Варшаву.
Был редактором подпольного еврейского журнала «Neged Hazarem». Летом 1942 года занимался организацией подполья в юго-западной Польше, непосредственно аннексированной нацистской Германией. За время его отсутствия в Варшаве из городского гетто большинство жителей последнего (265 000 человек) были вывезены в Треблинку.
С 2 декабря 1942 года Анелевич возглавлял подпольную организацию — Ż.O.B. (Еврейскую боевую организацию). Он был одним из инициаторов создания в марте 1942 года Антифашистского блока, в который вошли представители ряда левых антифашистских организаций — Поалей Цион, Хашомер-Хацаир, социалистов-сионистов из Хабоним Дрор, коммунистов из Польской рабочей партии, троцкистов. Анелевич установил связи с эмигрантским польским правительством (Делегатурой) и начал получать некоторое количество оружия от Армии Крайовой, хотя отношения с АК оставались неоднозначными. Одновременно Ż.O.B. сотрудничала с зарождавшейся коммунистической Гвардией Людовой.

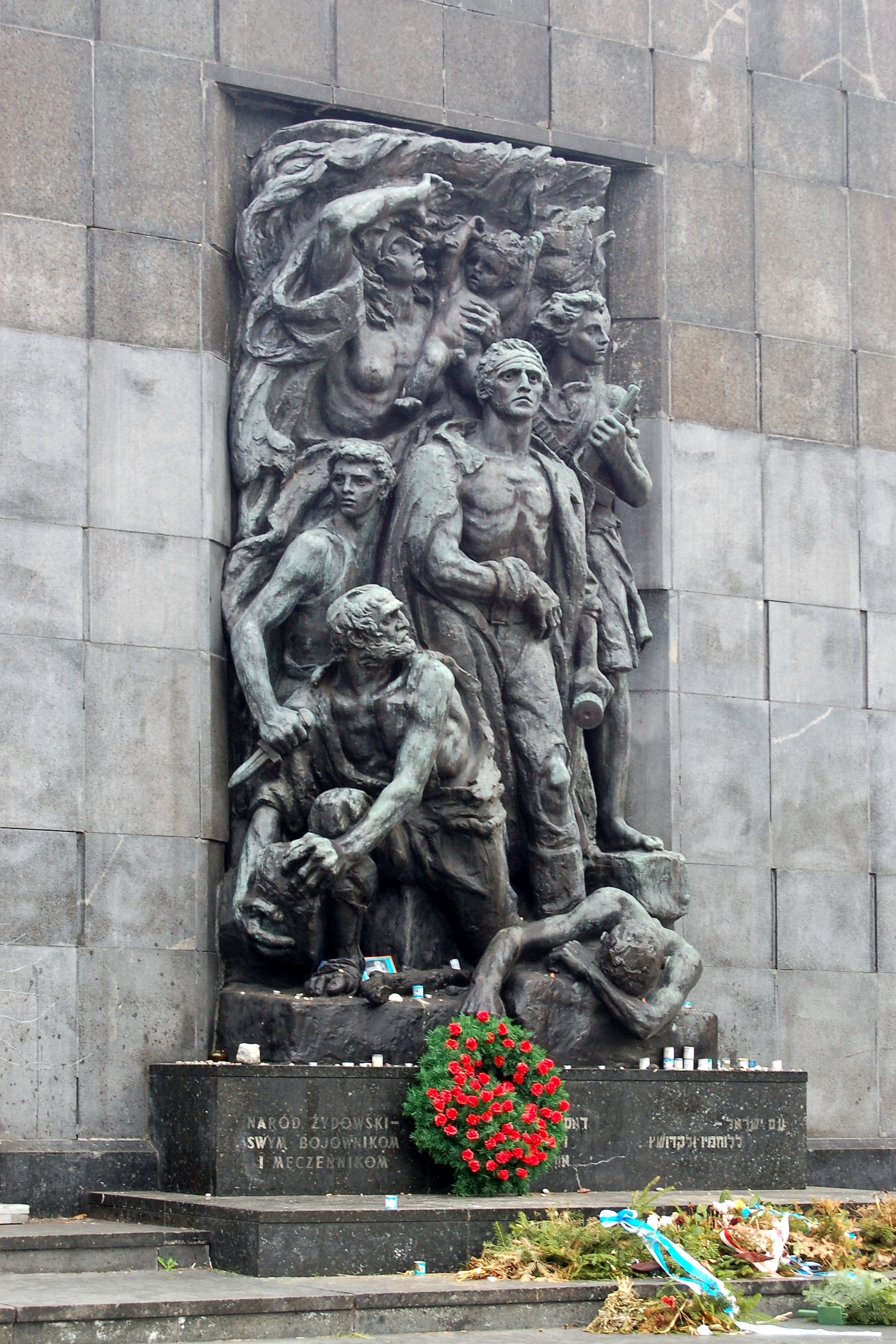
Памятник повстанцам Варшавского гетто, Варшава, Польша. Барельеф Мордехая Анелевича располагается в центре скульптурной композиции

Мордехай Анелевич был официальным руководителем восстания в Варшавском гетто. 18 января 1943 года повстанцы сумели частично сорвать вторую волну депортации (вместо 8 тысяч жителей гетто, которых следовало депортировать по плану операции, немцы сумели депортировать только 5-6 тысяч). Эта вооружённая акция внесла ощутимый вклад в срыв и отсрочку финальной депортации евреев Варшавы. До последнего отказался уходить из гетто. 8 мая 1943 года, когда бункер Анелевича на улице Милой, 18, был окружён немецкими войсками, Анелевич с возлюбленной, как и его бойцы, совершили самоубийство. Руководство оставшимися восставшими перешло к уцелевшему Мареку Эдельману.

## Награды и память

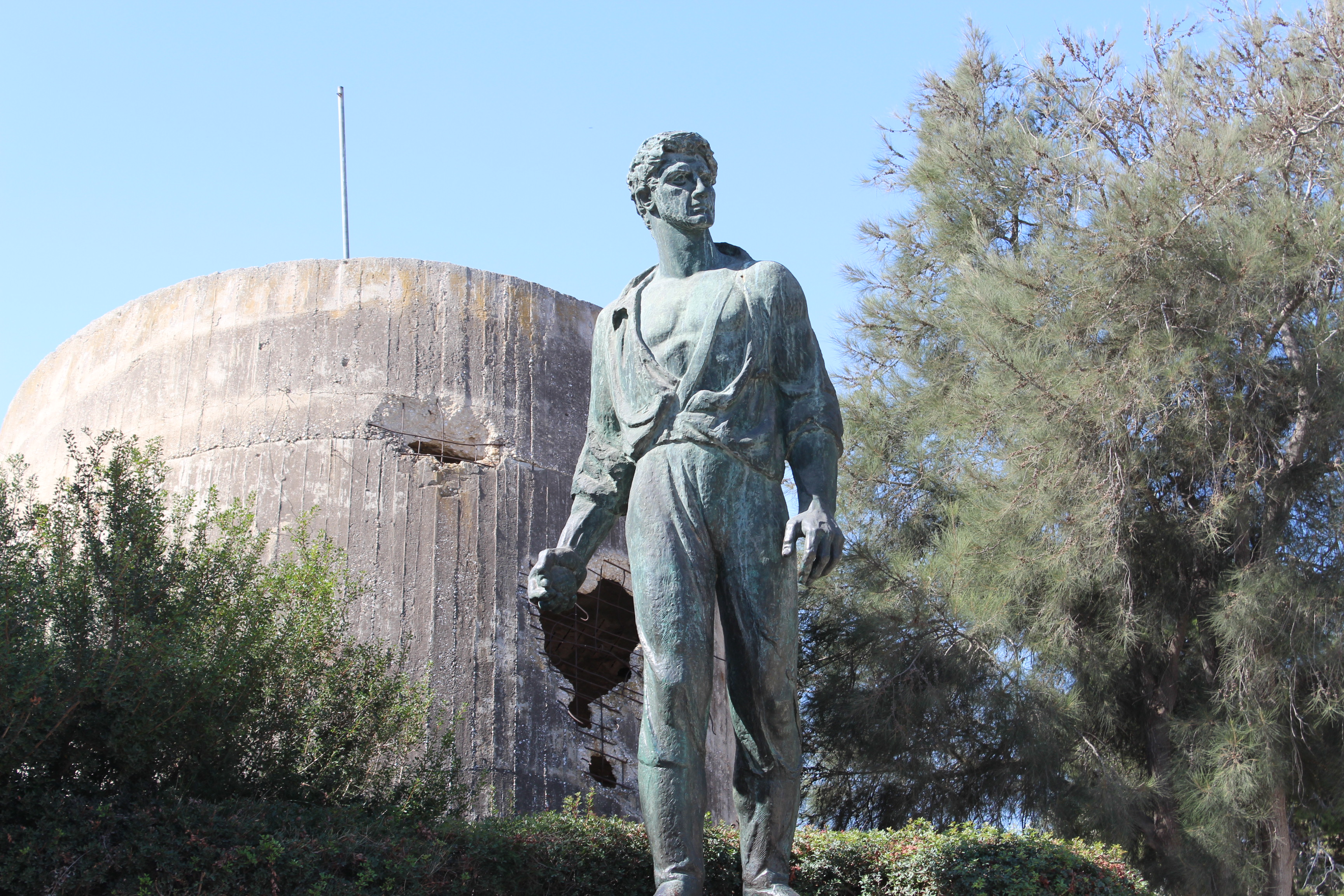
Памятник Мордехаю Анелевичу в Яд Мордехае

- Награждён посмертно польскими орденами: Крестом Храбрых (Армия крайова, 1944) и Крестом Грюнвальда 3-й степени (1945, Народное войско польское). В годы войны имя Анелевича носил также отряд Гвардии Людовой, созданный из выживших бойцов Варшавского гетто. 6 июля 2023 года награждён Большим Крестом Ордена Возрождения Польши 1 класса[5].
- В Варшаве на месте последних боёв восставших евреев установлен памятник героев гетто. В его честь названа одна из улиц города, на которой во время оккупации находилась тюрьма-концлагерь Генсиувка. В Израиле в его память был основан киббуц Яд Мордехай;
- В Хайфе, Акко и Бат-яме существуют улицы, названные в его честь.